# Club Social y Deportivo Lastenia
El Club Social y Deportivo Lastenia es un club deportivo argentino fundado el 5 de febrero de 1920 en la ciudad Banda del Río Salí,  Tucumán. El club tiene como actividad principal al Fútbol pero también se practican el básquet, vóley, entre otros. Esta afiliado a la Liga Tucumana de Fútbol.
Su estadio de fútbol se ubica en la Fortunato García y Mendoza.

## Historia

### Fundación y primeros pasos
Los orígenes del club se remontan al Ingenio Lastenia, donde los obreros del ingenio fundaron, el 5 de febrero de 1920, al Club Atlético Instituto Lastenia. Lastenia empezó a jugar en la Liga Tucumana de Football en 1922 y en 1927 se unió a la Federación Tucumana, pero en esta no permanecería por mucho tiempo, ya que en 1929 fundó la Federación Cruzalteña de Football y esto derivó en la Asociación Cultural de Football en el año 1932, donde logró algunos títulos.

### Fusión
En 1965 el Club Atlético Instituto Lastenia se unió al Club Social Lastenia, fue allí donde el club pasó a llamarse Club Social y Deportivo Lastenia. Sin embargo en lo futbolístico Lastenia no pasó su mejor momento, llegando a descender en distintas ocasiones.

### Primera Liga Tucumana y recuperación institucional
En 2011 Lastenia vuelve a primera y en 2012 ocurriría un suceso fundamental en la historia del club, la conquista de la primera Liga Tucumana, en el estadio de Atlético Tucumán, y se clasifica al Torneo del Interior. El club también participó en la Copa Argentina.

## Clásico
Su clásico rival es San Juan, pero también tiene una rivalidad con Atlético Concepción.

## Estadio
Su estadio fue construido en la década del 20, por los dueños del ingenio, en Lastenia. En 1955 el club logra comprar el estadio con la venta de algunos jugadores.

## Colores
Su uniforme es camiseta negra y amarilla.

## Palmarés
| Torneos locales oficiales | Torneos locales oficiales |
| Competición               | Títulos                   |
| ------------------------- | ------------------------- |
| Liga Tucumana             | 2012.                     |